# Llista de topònims de l'Armentera
Llista de topònims (noms propis de lloc) del municipi de l'Armentera, a l'Alt Empordà
Informació actualitzada per un bot. Els canvis manuals es perdran quan s'actualitzi!

## casa
| imatge | Nom          | Ubicat a    | instància de | Detalls                     | coordenades                                                                  | Protecció                                  | Commons (més fotos) | Dades a WD                    |
| ------ | ------------ | ----------- | ------------ | --------------------------- | ---------------------------------------------------------------------------- | ------------------------------------------ | ------------------- | ----------------------------- |
|        | Can Moret    | l'Armentera | casa         |                             | 42° 10′ 18″ N, 3° 04′ 29″ E / 42.1717°N,3.07469°E ca:Carrer de l'Església, 9 | bé integrant del patrimoni cultural català | Can Moret           | Modifica les dades a Wikidata |
|        | Can Muñoz    | l'Armentera | casa         | Estil: arquitectura popular | 42° 10′ 19″ N, 3° 04′ 25″ E / 42.172°N,3.0736°E                              | bé integrant del patrimoni cultural català | Can Muñoz           | Modifica les dades a Wikidata |
|        | Can Sellarès | l'Armentera | casa         |                             | 42° 10′ 18″ N, 3° 04′ 38″ E / 42.1716°N,3.0771°E                             | bé integrant del patrimoni cultural català | Can Sellarès        | Modifica les dades a Wikidata |

## masia
| imatge | Nom             | Ubicat a    | instància de | Detalls | coordenades                                                         | Protecció | Commons (més fotos) | Dades a WD                    |
| ------ | --------------- | ----------- | ------------ | ------- | ------------------------------------------------------------------- | --------- | ------------------- | ----------------------------- |
|        | Can Quaranta    | l'Armentera | masia        |         | 42° 10′ 28″ N, 3° 04′ 48″ E / 42.1744535383496°N,3.08008133326452°E |           |                     | Modifica les dades a Wikidata |
|        | Can Serra       | l'Armentera | masia        |         | 42° 10′ 24″ N, 3° 04′ 39″ E / 42.1732753993539°N,3.07760989122516°E |           |                     | Modifica les dades a Wikidata |
|        | Casa Martínez   | l'Armentera | masia        |         | 42° 10′ 35″ N, 3° 04′ 50″ E / 42.1765066629628°N,3.08055614496495°E |           |                     | Modifica les dades a Wikidata |
|        | Mas Vila-rodona | l'Armentera | masia        |         | 42° 10′ 25″ N, 3° 04′ 48″ E / 42.1735440201029°N,3.07989857073334°E |           |                     | Modifica les dades a Wikidata |
|        | la Barraca      | l'Armentera | masia        |         | 42° 09′ 38″ N, 3° 06′ 13″ E / 42.1606909880817°N,3.10354811722564°E |           |                     | Modifica les dades a Wikidata |

## molí d'aigua
| imatge | Nom                    | Ubicat a    | instància de | Detalls                     | coordenades                                                              | Protecció                                  | Commons (més fotos) | Dades a WD                    |
| ------ | ---------------------- | ----------- | ------------ | --------------------------- | ------------------------------------------------------------------------ | ------------------------------------------ | ------------------- | ----------------------------- |
|        | El Molí de l'Armentera | l'Armentera | molí d'aigua | Estil: arquitectura popular | 42° 09′ 59″ N, 3° 05′ 11″ E / 42.1663°N,3.0863°E ca:Camí del Cortal Gran | bé integrant del patrimoni cultural català |                     | Modifica les dades a Wikidata |
|        | el Molí                | l'Armentera | molí d'aigua |                             | 42° 09′ 12″ N, 3° 06′ 06″ E / 42.153265152676°N,3.1017524579087°E        |                                            |                     | Modifica les dades a Wikidata |

## Misc
| imatge | Nom                                       | Ubicat a | instància de                                                                   | Detalls                                                           | coordenades | Protecció                                  | Commons (més fotos)       | Dades a WD                    |
| ------ | ----------------------------------------- | --- | ------------------------------------------------------------------------------ | ----------------------------------------------------------------- | --- | ------------------------------------------ | ------------------------- | ----------------------------- |
|        | Búnquer                                   | l'Armentera                                                                                                   | edifici                                                                        | Estil: arquitectura popular                                       | 42° 10′ 33″ N, 3° 05′ 02″ E / 42.175952°N,3.083975°E                                                                 | bé integrant del patrimoni cultural català |                           | Modifica les dades a Wikidata |
|        | Fluvià                                    | Comarques gironines província de Girona                                                                       | curs d'aigua                                                                   | Desemboca: mar Mediterrània Llarg: 70km Conca: 973.8km²           | 42° 05′ 36″ N, 2° 27′ 33″ E / 42.0934°N,2.4591°E 42° 12′ 07″ N, 3° 06′ 38″ E / 42.2019°N,3.1106°E 2 msnm             |                                            | Fluvià                    | Modifica les dades a Wikidata |
|        | Paller d'en Riera                         | l'Armentera                                                                                                   | cabana                                                                         |                                                                   | 42° 10′ 16″ N, 3° 04′ 50″ E / 42.1712288618363°N,3.08063419841347°E                                                  |                                            |                           | Modifica les dades a Wikidata |
|        | Parc natural dels Aiguamolls de l'Empordà | Castelló d'Empúries l'Armentera l'Escala Palau-saverdera Pau Peralada Roses Sant Pere Pescador Pedret i Marzà | àrea protegida                                                                 | 1983-10-28 Superfície: 4749.84ha                                  | 42° 13′ 12″ N, 3° 06′ 26″ E / 42.219872222222°N,3.1072111111111°E 42° 11′ 36″ N, 3° 06′ 25″ E / 42.19333°N,3.10694°E | Espai Ramsar                               | Aiguamolls de l'Empordà   | Modifica les dades a Wikidata |
|        | Sant Martí de l'Armentera                 | l'Armentera                                                                                                   | església                                                                       | Estil: arquitectura neoclàssica Anomenat per: Sant Martí de Tours | 42° 10′ 20″ N, 3° 04′ 30″ E / 42.1721°N,3.0749°E                                                                     | bé integrant del patrimoni cultural català | Sant Martí de l'Armentera | Modifica les dades a Wikidata |
|        | casa consistorial de L'Armentera          | l'Armentera                                                                                                   | casa consistorial                                                              |                                                                   | 42° 10′ 15″ N, 3° 04′ 21″ E / 42.1708694°N,3.0725942°E                                                               |                                            |                           | Modifica les dades a Wikidata |
|        | l'Armentera                               | l'Armentera                                                                                                   | entitat singular de població ens local històric de Catalunya capital municipal | 1070 hab                                                          | 42° 10′ 18″ N, 3° 04′ 28″ E / 42.17153°N,3.07439°E 6 msnm                                                            |                                            |                           | Modifica les dades a Wikidata |